# Burbank Challenger 1998
Il Burbank Challenger 1998 è stato un torneo di tennis facente parte della categoria ATP Challenger Series nell'ambito dell'ATP Challenger Series 1998. Il torneo si è giocato a Burbank negli Stati Uniti dal 23 al 29 novembre 1998 su campi in cemento.

## Vincitori

### Singolare
Cecil Mamiit ha battuto in finale  David Nainkin con il punteggio di 7–6, 7–5

### Doppio
Mike Bryan /  Bob Bryan hanno battuto in finale  David DiLucia /  Michael Sell con il punteggio di 6–0, 7–6